# شهرستان آرکاداکسکی
شهرستان آرکاداکسکی (به لاتین: Arkadaksky District) یک شهرستان در روسیه است که در استان ساراتوف واقع شده‌است.